# Euphytocoris
Euphytocoris is een geslacht van wantsen uit de familie van de Miridae (Blindwantsen). Het geslacht werd voor het eerst wetenschappelijk beschreven door Bertil Robert Poppius in 1914.

## Soorten
Het genus bevat de volgende soorten:

- Euphytocoris annulipes (Poppius, 1915)
- Euphytocoris jacobsoni Poppius, 1914